# متحف أفاميا
متحف أفاميا متحف متخصص باللوحات الفسيفسائية الأثرية وخاصة تلك التي تم ويتم العثور عليها واكتشافها في مدينة «أفاميا» الأثرية والمناطق المحيطة بها، كان هذا المتحف في السابق عبارة عن خان للحجاج القادمين من تركيا، تم بناؤه في أوائل
القرن السادس عشر ميلادي من قبل الوالي محمد آغاقزلار، خلال حكم السلطان العثماني سليمان القانوني. رممته مديرية الآثار السورية وحولته إلى متحف لآثار أفاميا والأماكن الأثرية القريبة منها وافتتح في عام 1982 م. يوجد المتحف في قلعة المضيق، ويقع في الاتجاه الشمالي الغربي من محافظة حماة ويبعد عنها بحوالي 65 كم.

## البناء
يحتل هذا المتحف مساحة تقارب (700) م2 تتوسطه باحة واسعة مرصوفة بالبلاط الحجري القديم وفيها بئر ماء ينزل إليها بدرج حجري عمق البئر أمتار، كانت تصله المياه بواسطة أقنية فخارية من إحدى بحيرات أفاميا القديمة.
يقسم المتحف إلى جناحين وهما الجناح الشرقي والجناح الغربي، أما الجناح الشرقي فيضم بداخله مجموعة من لوحات الفسيفساء التي وجدت ضمن مدينة «أفاميا» الأثرية فقط، وأول ما يدخل الزائر هذا الجناح تصادفه لوحة سقراط الفيلسوف اليوناني المشهور وعلى جانبيه يوجد 6 حكماء، والنصف الثاني من اللوحة عبارة عن زخارف هندسية تزيينية.